# Grupo Escolar Coronel Tobias
O Grupo Escolar Coronel Tobias (EMEF Cel. Tobias) é uma escola localizada no município brasileiro de Descalvado, cujo prédio centenário é tombado pelo CONDEPHAAT. Trata-se de uma das 126 escolas públicas construídas pelo Governo do Estado de São Paulo entre os anos de 1890 e 1930 que compartilham um mesmo significados cultural, histórico e arquitetônico. O prédio foi inaugurado em 1909 e seu projeto ficou a cargo do arquiteto belga José Van Humbeeck, que se utilizou de um esquema que incorpora alas, como as de pátios, a um núcleo central, contando com 8 salas. Seguindo os preceitos construtivos da época, outra inovação foi a incorporação de elementos para assegurar higiene, insolação e ventilação.

## Histórico
A criação do Grupo Escolar Coronel Tobias se deu por decreto de 9 de fevereiro de 1903, assinado pelo então Presidente do Estado, Bernardino de Campos, e a solenidade de inauguração ocorreu em 31 de março. A organização da instituição foi coordenada pelo professor Emílio Mário Arantes e o primeiro diretor interino foi Francisco Conceição.
A instituição reuniu os alunos de todas as escolas da cidade, tendo 426 alunos matriculados em seu primeiro ano de funcionamento.
O prédio do Grupo Escolar Coronel Tobias integrou um conjunto de 126 edificações construídas durante a Primeira República pelo Governo do Estado de São Paulo, pelo então Departamento de Obras Públicas (DOP), como política pública de acesso à educação no interior do estado e na capital. O prédio em questão é uma das 11 escolas no interior do estado de São Paulo construída com base em projeto arquitetônico elaborado por José Van Humbeeck. Esse conjunto inclui as cidades de Brotas, Cachoeira Paulista, Igarapava, Lençóis Paulista, Matão, Piraju, São Bento de Sapucaí, São João da Bocaina, São Pedro e Tambaú, além da própria Descalvado. Contudo, acerca do número de salas no prédio do Grupo Escolar Coronel Tobias, há relatos de que o projeto teve o acréscimo de 2 salas.

## Leituras adicionais
- CORRÊA, Maria Elizabeth Peirão; NEVES, Helia Maria Vendramini e MELLO, Mirela Geiger de. Arquitetura escolar paulista: 1890-1920. São Paulo: FDE - Diretoria de Obras e Serviços, 1991.
- SÃO PAULO (Estado). Inspectoria Geral do Ensino. Annuario do Ensino do Estado de São Paulo. São Paulo: Typ. Augusto Siqueira & C., 1907-1908.